# Campionato ucraino di football americano 2002
Il Campionato ucraino di football americano 2002 è la 10ª edizione del campionato di football americano di primo livello, organizzato dalla FAFU.
Avrebbero dovuto partecipare anche Donetsk Eagles, Kiev Bombers e Ternopol Boars, ma si sono ritirati prima dell'inizio del torneo.

## Squadre partecipanti
| Club                 | Città    | Stadio | Sponsor ufficiale | Risultato nella stagione 2001 |
| -------------------- | -------- | ------ | ----------------- | ----------------------------- |
| Donetsk Scythians    | Donec'k  |        |                   |                               |
| Donetsk Tigers       | Donec'k  |        |                   |                               |
| Kiev Slavs           | Kiev     |        |                   |                               |
| Kishinev Barbarians  | Chișinău |        |                   |                               |
| Lugansk Leopards     | Luhans'k |        |                   |                               |
| Uzhgorod Lumberjacks | Užhorod  |        |                   |                               |
| Vinnytsia Wolves     | Vinnycja |        |                   |                               |

## Stagione regolare

### Calendario

#### 1ª giornata
| 27 aprile 2002 | Kishinev Barbarians | 12 – 14 | Uzhgorod Lumberjacks |  |

#### 2ª giornata
| 1º maggio 2002 | Lugansk Leopards | ? – ? | Kiev Slavs |  |

| 2 maggio 2002 | Donetsk Scythians | - – - (annullata) | Donetsk Eagles |  |

#### 3ª giornata
| 11 maggio 2002 | Kishinev Barbarians | 58 – 7 | Vinnytsia Wolves |  |

| 11 maggio 2002 | Donetsk Scythians | - – - (annullata) | Lugansk Leopards |  |

| 12 maggio 2002 | Kiev Slavs | - – - (annullata) | Donetsk Eagles |  |

| 12 maggio 2002 | Donetsk Tigers | 0 – 27 | Kiev Slavs |  |

#### 4ª giornata
| 18 maggio 2002 | Lugansk Leopards | - – - (annullata) | Donetsk Eagles |  |

| 19 maggio 2002 | Donetsk Scythians | - – - (annullata) | Kiev Slavs |  |

#### 5ª giornata
| 26 maggio 2002 | Vinnytsia Wolves | ? – ? | Uzhgorod Lumberjacks |  |

#### 6ª giornata
| 2 giugno 2002 | Donetsk Eagles | - – - (annullata) | Donetsk Scythians |  |

| 2 giugno 2002 | Uzhgorod Lumberjacks | 6 – 9 | Kishinev Barbarians |  |

#### 7ª giornata
| 8 giugno 2002 | Kiev Slavs | 86 – 0 | Lugansk Leopards |  |

#### 8ª giornata
| 22 giugno 2002 | Lugansk Leopards | 0 – 36 | Kiev Slavs |  |

#### 9ª giornata
| 30 giugno 2002 | Uzhgorod Lumberjacks | ? – ? | Vinnytsia Wolves |  |

| 30 giugno 2002 | Kiev Slavs | 36 – 0 | Donetsk Tigers |  |

### Tabelle riassuntive

#### Girone Ovest
|   |                      | BAR | LUM   | WOL  |
| 1 | Kishinev Barbarians  |     | 12-14 | 58–7 |
| 2 | Uzhgorod Lumberjacks | 6–9 |       | ?-?  |
| 3 | Vinnytsia Wolves     | ?-? | ?-?   |      |

#### Girone Est
|   |                  | SLA  | TIG  | LEO  |
| 1 | Kiev Slavs       |      | 36-0 | 86–0 |
| 2 | Donetsk Tigers   | 0–27 |      | ?-?  |
| 3 | Lugansk Leopards | 0–36 | ?-?  |      |

### Classifiche
Classifiche compilate con i risultati degli incontri noti.

Le classifiche della regular season sono le seguenti:
- PCT = percentuale di vittorie, G = partite giocate, V = partite vinte, P = partite perse, PF = punti fatti, PS = punti subiti

#### Girone Ovest
| Pos. | Squadra              | PCT  | G | V | N | P | PF | PS |
| ---- | -------------------- | ---- | - | - | - | - | -- | -- |
| 1    | Kishinev Barbarians  | .667 | 3 | 2 | 0 | 1 | 79 | 27 |
| 2    | Uzhgorod Lumberjacks | .500 | 2 | 1 | 0 | 1 | 20 | 21 |
| 3    | Vinnytsia Wolves     | .000 | 1 | 0 | 0 | 1 | 7  | 58 |

#### Girone Est
| Pos. | Squadra          | PCT   | G | V | N | P | PF  | PS  |
| ---- | ---------------- | ----- | - | - | - | - | --- | --- |
| 1    | Kiev Slavs       | 1.000 | 4 | 4 | 0 | 0 | 185 | 0   |
| 2    | Donetsk Tigers   | .000  | 2 | 0 | 0 | 2 | 0   | 63  |
| 3    | Lugansk Leopards | .000  | 2 | 0 | 0 | 2 | 0   | 122 |

## Playoff

### Tabellone
|  | Semifinali           | Semifinali           | Semifinali |            |                   | Finale               | Finale               | Finale          |  |
|  |                      |                      |            |            |                   |                      |                      |                 |  |
|  | Donetsk Scythians    | Donetsk Scythians    | 20         |            |                   |                      |                      |                 |  |
|  | Donetsk Scythians    | Donetsk Scythians    | 20         |            |                   |                      |                      |                 |  |
|  | Uzhgorod Lumberjacks | Uzhgorod Lumberjacks | 0 d.g.s.   |            |                   |                      |                      |                 |  |
|  | Uzhgorod Lumberjacks | Uzhgorod Lumberjacks | 0 d.g.s.   |            | Donetsk Scythians | Donetsk Scythians    | 20                   |                 |  |
|  |                      |                      |            |            | Donetsk Scythians | Donetsk Scythians    | 20                   |                 |  |
|  |                      |                      | Kiev Slavs | Kiev Slavs | 14                |                      |                      |                 |  |
|  | Kishinev Barbarians  | Kishinev Barbarians  | Kiev Slavs | Kiev Slavs | 14                | 6                    |                      |                 |  |
|  | Kishinev Barbarians  | Kishinev Barbarians  |            |            |                   | 6                    |                      |                 |  |
|  | Kiev Slavs           | Kiev Slavs           | 30         |            |                   | Finale 3º posto      | Finale 3º posto      | Finale 3º posto |  |
|  | Kiev Slavs           | Kiev Slavs           | 30         |            |                   |                      |                      |                 |  |
|  |                      |                      |            |            |                   |                      |                      |                 |  |
|  |                      |                      |            |            |                   | Uzhgorod Lumberjacks | Uzhgorod Lumberjacks | 0               |  |
|  |                      |                      |            |            |                   | Uzhgorod Lumberjacks | Uzhgorod Lumberjacks | 0               |  |
|  |                      |                      |            |            |                   | Kishinev Barbarians  | Kishinev Barbarians  | 20 d.g.s.       |  |

### Semifinali
| 6 luglio 2002 | Kishinev Barbarians | 6 – 30 | Kiev Slavs |  |

| 7 luglio 2002 | Donetsk Scythians | 20 – 0 (a tavolino) | Uzhgorod Lumberjacks |  |

### Finale 3º - 4º posto
| 13 ottobre 2002 | Uzhgorod Lumberjacks | 0 – 20 (a tavolino) | Kishinev Barbarians |  |

### Finale
| 19 ottobre 2002 | Donetsk Scythians | 20 – 14 | Kiev Slavs |  |

## Verdetti
- Donetsk Scythians Campioni di Ucraina 2002